# Ougny
Ougny é uma comuna francesa na região administrativa de Borgonha-Franco-Condado, no departamento Nièvre. Estende-se por uma área de 8,4 km². Em 2010 a comuna tinha 25 habitantes (densidade: 3 hab./km²).